# Лузія (рештки людини)

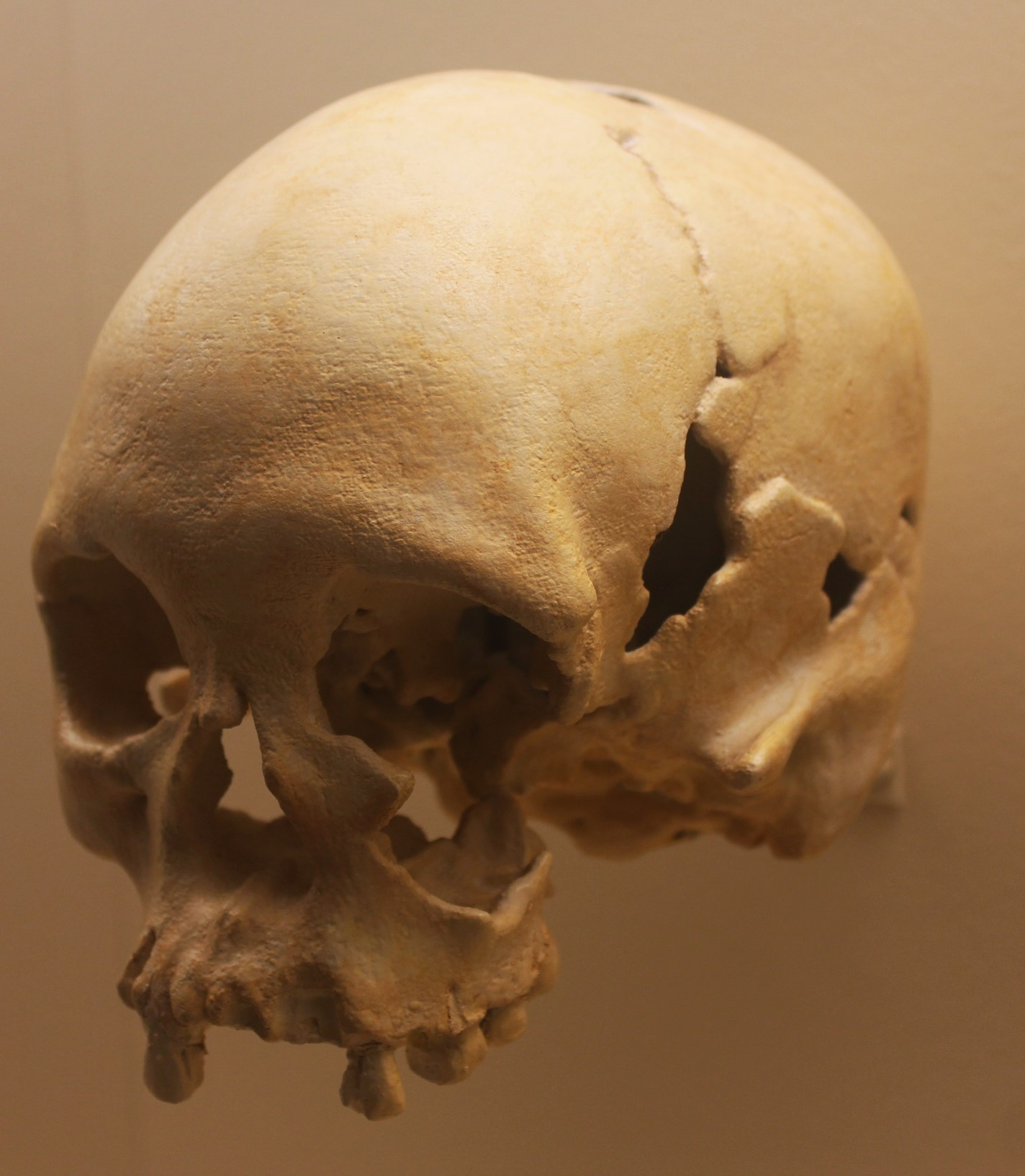
Копія черепа Лузії в Національному музеї природознавства в Вашингтоні (США)

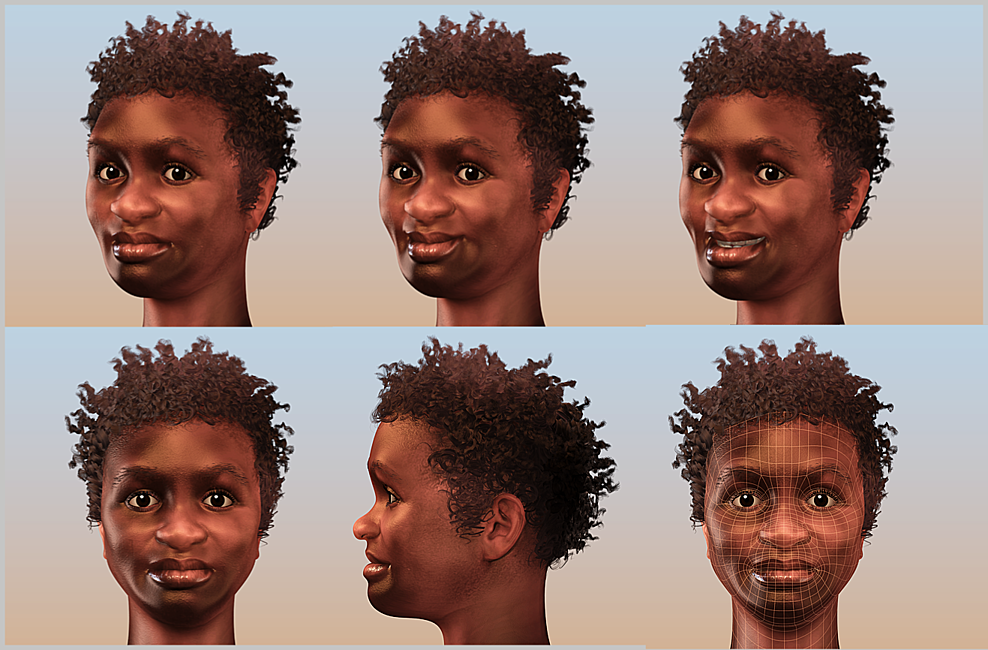
Комп'ютерна реконструкція зовнішнього виду Лузії

Лузія (порт. Luzia) — умовна назва, яку дав біолог Валтер Алвіс Невіс знайденим в Бразилії решткам людини віком близько 11 тисяч років. Це найдавніші з відомих (на початок XXI століття) людські рештки, знайдені в Америці.

## Знахідка
Череп жінки, вік якого становить близько 11 тисяч років, у 1974 році в печері Лапа-Вермелья (муніципалітет Лагоа-Санта штату Мінас-Жерайс) виявила група бразильських і французьких археологів, яку очолювала Аннетта Ламінг-Амперер (1917—1977 рр.). Ім'я Лузія було дано як аналог Люсі — відомої антропологічної знахідки 1974 року в Танзанії віком 3,5 млн років.
Дослідження скелета показали, що Лузія належала до найперших жителів Південної Америки. Череп жінки має овальну форму і маленький за розміром, з підборіддям, яке випирає вперед. Археологи припускають, що Лузії було від 20 до 25 років, коли вона загинула в результаті нещасного випадку або від нападу дикої тварини. Жінка належала до групи, що займалася полюванням і збиранням.

## Гіпотези
При вивченні краніальної морфології Лузії Невіс виявив ознаки, властиві сучасним аборигенам Австралії й жителям Африки (всупереч сучасним уявленням про раси, згідно яких негроїди й австралоїди генетично дуже далекі один від одного). Разом зі своїм аргентинським колегою Ектором Пучьяреллі (Héctor Pucciarelli) з Музею Ла-Плати Невіс сформулював гіпотезу, згідно з якою заселення Америки відбулося в результаті переміщення двох різних хвиль мисливців-збирачів з Азії через Беринговий перешийок, який існував до кінця останнього заледеніння. При цьому ці хвилі являють собою біологічно й етнічно абсолютно різні групи. Перші (так звані «аборигени Америки») перейшли через перешийок близько 14 тисяч років тому — до них належала і Лузія. До цієї ж групи може належати й Кенневікська людина, риси обличчя якої також відмінні від індіанських. Друга група переселенців, що прийшла в Америку близько 11 тис. років тому, в расовому відношенні була ближча до монголоїдів. До неї відносяться майже всі сучасні індіанські народи як Північної, так і Південної Америки.